# Marian Gräns
Marian Gräns, egentligen Märta Marianne Gräns, född Pettersson 8 oktober 1935 i Västerås, är en svensk skådespelare.
Gräns genomgick Stadsteaterns elevskola i Göteborg 1961–1964, var engagerad vid Göteborgs stadsteater 1964–1971, vid Länsteatern i Västmanland 1971–1975 och vid Stockholms stadsteater Unga Klara från 1976. Hon har även medverkat på film och i television.

## Filmografi
- 1966 – Ön
- 1966 – Blå gatan (TV-serie)
- 1967 – De löjliga preciöserna
- 1976 – Drömmen om Amerika
- 1977 – Elvis! Elvis!
- 1978 – Hedebyborna (TV-serie)
- 1980 – Lämna mej inte ensam
- 1981 – Det finns inga smålänningar (TV-serie)
- 1981 – Roine och hans kompisar
- 1981 – Tuppen
- 1982 – Sova räv
- 1986 – Bröderna Mozart
- 1986 – På liv och död
- 1988 – Livsfarlig film
- 1989 – Hassel – Säkra papper
- 1989 – Ture Sventon privatdetektiv (TV-serie)
- 1997 – Evil Ed

## Teater

### Roller (ej komplett)
| År   | Roll                | Produktion                                                    | Regi                | Teater                 |
| ---- | ------------------- | ------------------------------------------------------------- | ------------------- | ---------------------- |
| 1975 |                     | Tolvskillingsoperan Bertolt Brecht och Kurt Weill             | Claes Fellbom       | Riksteatern            |
| 1982 |                     | Aniara Harry Martinson                                        | Helge Skoog         | Stockholms stadsteater |
| 1987 | Josephine Clofyllia | Chang Eng Göran Tunström                                      | Henric Holmberg     | Stockholms stadsteater |
| 1991 | Johanna m.fl.       | Minns du den stad Per Anders Fogelström                       | Johan Bergenstråhle | Stockholms stadsteater |
| 1997 | Rifke               | Spelman på taket Jerry Bock, Sheldon Harnick och Joseph Stein | Georg Malvius       | Stockholms stadsteater |